# Brejo
Brejo is een gemeente in de Braziliaanse deelstaat Maranhão. De gemeente telt 32.453 inwoners (schatting 2009).
De plaats is zetel van het rooms-katholieke bisdom Brejo.